# Bonpland (månekrater)
Bonpland er et resterne af et nedslagskrater på Månen. Det befinder sig på Månens forside i den østlige udkant af Mare Cognitum og er opkaldt efter den franske opdagelsesrejsende og botaniker Aimé Bonpland (1773 – 1858).
Navnet blev officielt tildelt af den Internationale Astronomiske Union (IAU) i 1935. 
Observation af krateret rapporteredes første gang i 1837 af Johann Heinrich von Mädler. 

## Omgivelser
Bonpland er forbundet med den bjergomgivne slette Fra Mauro mod nord og Parrykrateret mod øst. Krydsningen af deres rande danner en trekantet bjergkæde. Mod sydøst ligger det lille Tolanskykrater.

## Karakteristika
Randen af Bonpland er stærkt nedslidt og eroderet, og Parrykraterets indtrængen i det mod øst har skabt udbulinger mod sydøst. Kraterbunden er blevet "oversvømmet" med lava i fortiden, hvilket har givet en forholdsvis flad overflade, som er brudt af en række snævre kløfter. De benævnes kollektivt som Rimae Parry. Kløfterne krydser randen mod både syd og nord og fortsætter ind i Fra Mauro.

## Satellitkratere
De kratere, som kaldes satellitter, er små kratere beliggende i eller nær hovedkrateret. Deres dannelse er sædvanligvis sket uafhængigt af dette, men de får samme navn som hovedkrateret med tilføjelse af et stort bogstav. På kort over Månen er det en konvention at identificere dem ved at placere dette bogstav på den side af satellitkraterets midte, som ligger nærmest hovedkrateret. Bonplandkrateret har følgende satellitkratere:
| Bonpland | Længde  | Bredde  | Diameter |
| -------- | ------- | ------- | -------- |
| C        | 10,2° S | 17,4° V | 4 km     |
| D        | 10,1° S | 18,2° V | 6 km     |
| F        | 7,3° S  | 19,3° V | 4 km     |
| G        | 11,6° S | 18,8° V | 4 km     |
| H        | 11,4° S | 19,9° V | 4 km     |
| J        | 11,4° S | 20,4° V | 3 km     |
| L        | 7,5° S  | 21,2° V | 3 km     |
| N        | 9,4° S  | 21,4° V | 3 km     |
| P        | 10,9° S | 21,5° V | 1 km     |
| R        | 10,7° S | 18,6° V | 3 km     |

Det følgende krater er blevet omdøbt af IAU:
- Bonpland E — Se Kuiperkrateret.

## Måneatlas
- Billeder af Bonplandkrateret i LPI-måneatlasset